# シピオーネ・ブラッチャリーニ
シピオーネ・ブラッチャリーニ（Scipione Braccialini、1850年 - 1937年3月20日）は、明治時代にお雇い外国人として来日したイタリアの軍人である。

## 経歴・人物
1892年（明治25年）に来日し、大日本帝国陸軍に招聘された。後に同軍が経営する陸軍砲工学校で砲術の教鞭を執る。
後に同学校の第1期卒業生となる学生に、以前来日した同郷のポンペオ・グリッロが伝授した兵器といった講義を日本で初めて弾道学の教鞭を執った。上記以外にも母国の距離計を要塞に設置する等、軍事における日伊関係の向上に貢献した。